# Giorgio Marengo
Giorgio Marengo I.M.C. (sinh 1974) là một hồng y người Ý của Giáo hội Công giáo Rôma. Ông đảm nhận chức vụ Đại diện Tông tòa Hạt Đại diện Tông Tòa Ulaanbaatar, Mông Cổ kể từ năm 2020. Bằng công nghị tấn phong tước vị vào tháng 8 năm 2022, ông trở thành Hồng y Đẳng linh mục Nhà thờ San Giuda Taddeo Apostolo.

## Tiểu sử
Marengo sinh ngày 7 tháng 6 năm 1974 tại Cuneo, Italy.
Ông theo học triết học từ năm 1993 đến năm 1995 tại Khoa Thần học Bắc Ý và thần học từ 1995 đến 1998 tại Đại học Giáo hoàng Gregorian. Sau đó, trong khoảng thời gian từ năm 2000 đến năm 2006, ông theo học Đại học Giáo Hoàng Urbano VIII (Urbaniana) và tốt nghiệp cử nhân, Tiển sĩ Truyền giáo. Ngày 24 tháng 6 năm 2000. ông đã thực hiện nghi thức vĩnh khấn theo Dòng Thừa sai Consolata. Ông được truyền chức linh mục vào ngày 26 tháng 5 năm 2001.
Ông đã là một nhà trừ tà kể từ những năm đầu tiên của chức tư tế và đã có một loạt bài giảng về trừ tà tại một hội nghị nghiên cứu ở Rome vào tháng 5 năm 2022, nơi ông thảo luận về chiều hướng truyền giáo của phép trừ tà ở một đất nước có dấu tích của cách của tổ tiên liên kết với điều huyền bí. Ông khuyên rằng nên thận trọng trong cuộc gặp gỡ với các truyền thống phương Đông, nơi mà việc tìm đến các linh hồn là điều thường thấy.
Ông là thành viên của dòng đầu tiên [truyền giáo] tại Mông Cổ, ông đã thực hiện các công tác mục vụ của mình tại đây kể từ khi trở thành một linh mục. Từ năm 2016 đến năm 2020, ông là ủy viên hội đồng khu vực châu Á trực thuộc dòng Thừa sai Consolata, bề trên của Hội Truyền giáo Consolata Mông Cổ và là linh mục quản xứ tại giáo xứ Mary Mother of Mercy ở Arvaikheer.
Vào ngày 2 tháng 4 năm 2020, Giáo hoàng Phanxicô đã bổ nhiệm linh mục Marengo  làm Đại diện Tông Tòa Hạt Đại diện Tông Tòa Ulaanbaatar và Giám mục hiệu tòa Castra Severiana. Ông kế vị Giám mục Wenceslao Selga Padilla đã qua đời ngày 25 tháng 9 năm 2018. Lễ tấn phong giám mục được cử hành ngày 8 tháng 8 năm 2020, với vị chủ phong là hồng y Luis Antonio Tagle (Tổng trưởng Thánh bộ Truyền giáo) tại Đền thờ Consolata, và hai vị phụ phong gồm Tổng giám mục Tổng giáo phận Turin Cesare Nosiglia và nguyên tổng giám mục Turin, Hồng y Severino Poletto.
Giáo hoàng Phanxicô công bố vinh thăng Giám mục Marengo tước vị Hồng y của Giáo hội Công giáo vào ngày 29 tháng 5 năm 2022 và nghi thức này đã được cử hành vào ngày 27 tháng 8 cùng năm.